# Valle dell'Elba
La Valle dell'Elba è un tratto di circa 20 chilometri del fiume Elba che scorre nella città tedesca di Dresda e che nel 2004 fu inserito nell'elenco dei Patrimoni dell'umanità dell'UNESCO in quanto il paesaggio, pur presentando le sue rive e scogliere naturali, è parte integrante dell'area urbana della città. Il 26 giugno 2009, l'UNESCO ha annunciato di aver rimosso la valle dell'Elba dalla lista dei Patrimoni mondiali dell'umanità.  

## Descrizione
Il paesaggio culturale comprende l'area urbana di Dresda lungo i meandri dell'Elba, che si estende dal distretto di Loschwitz a sud-est fino alla pianura di Ostragehege a nord-ovest. I pendii boscosi dell'Elba, l'altopiano lusaziano e la brughiera di Dresda a nord-est proteggono la valle dai venti forti; con una temperatura media annua tra i 9,3 e i 10 °C, è diffusa anche la viticoltura. Le rive dell'Elba sono caratterizzate da estesi prati (Elbwiesen) che sono rimasti privi di costruzioni a causa delle inondazioni che si verificano regolarmente. Il paesaggio è un'area di conservazione secondo la Direttiva Habitat dell'UE del 1992 e comprende numerose aree protette minori (Naturschutzgebiete).
Gli insediamenti e l'architettura della Valle dell'Elba riflettono lo sviluppo di Dresda come residenza sassone fin dall'epoca rinascimentale. I punti di interesse includono il Palazzo di Albrechtsberg sulle pendici settentrionali, Pillnitz con il suo castello e l'antico villaggio, opere di ingegneria come il ponte "Meraviglia Blu" a Loschwitz, la  Schillerplatz, la vicina Funicolare di Dresda e la fabbrica di tabacco Yenidze. Intorno alla Terrazza di Brühl, il "Balcone d'Europa" costruito nel centro storico della città sopra il fiume Elba, si trovano la Frauenkirche, la Semperoper, lo Zwinger, il Castello di Dresda e la Cattedrale di Dresda, la chiesa cattolica di corte degli elettori e dei re sassoni. Sulla riva destra si trova il quartiere Neustadt Interna, con il quartiere governativo intorno alla Cancelleria di Stato e al Palazzo Giapponese. Edifici di recente costruzione come la Nuova Sinagoga o il Landtag sassone completano il quadro. Alcune parti della zona, come Blasewitz, sono periferie storiche della città, mentre ci sono anche quartieri industriali.

## Revocastatuscome Patrimonio dell'Umanità UNESCO
Nel 2006 l'UNESCO inserì la valle dell'Elba nell'elenco dei Patrimoni dell'umanità in pericolo, ventilando anche la possibilità di rimuovere il sito dalla lista dei Patrimoni mondiali dell'umanità. Questo a causa del progetto di costruzione di un ponte stradale, il Waldschlösschenbrücke, che avrebbe dovuto attraversare il fiume, con un serio impatto sull'integrità del paesaggio. Il 26 giugno 2009, a seguito della conferma della progettazione del ponte, l'UNESCO ha annunciato di aver rimosso la valle dell'Elba dalla lista dei Patrimoni mondiali dell'umanità.

## Galleria d'immagini

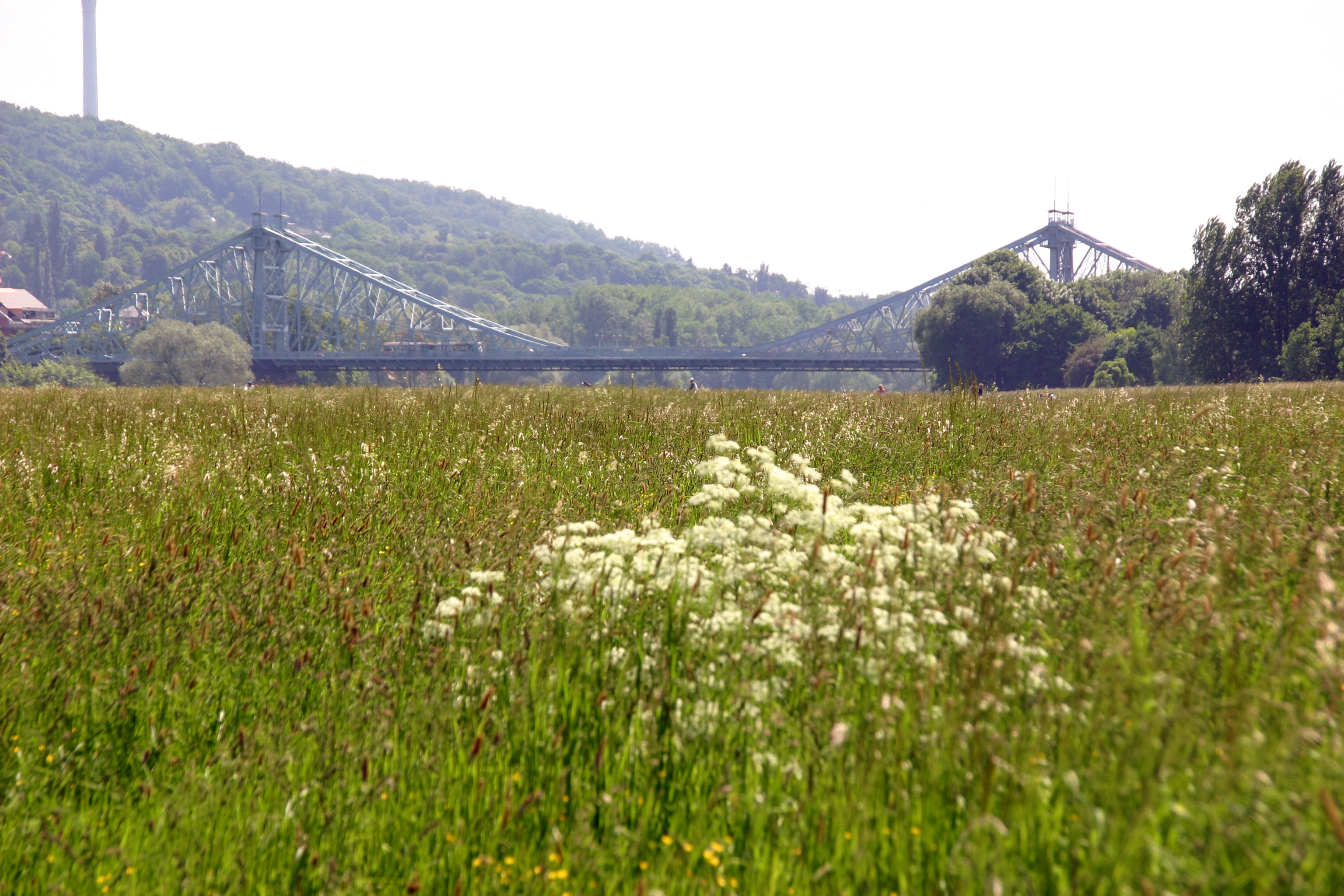
Blaues Wunder
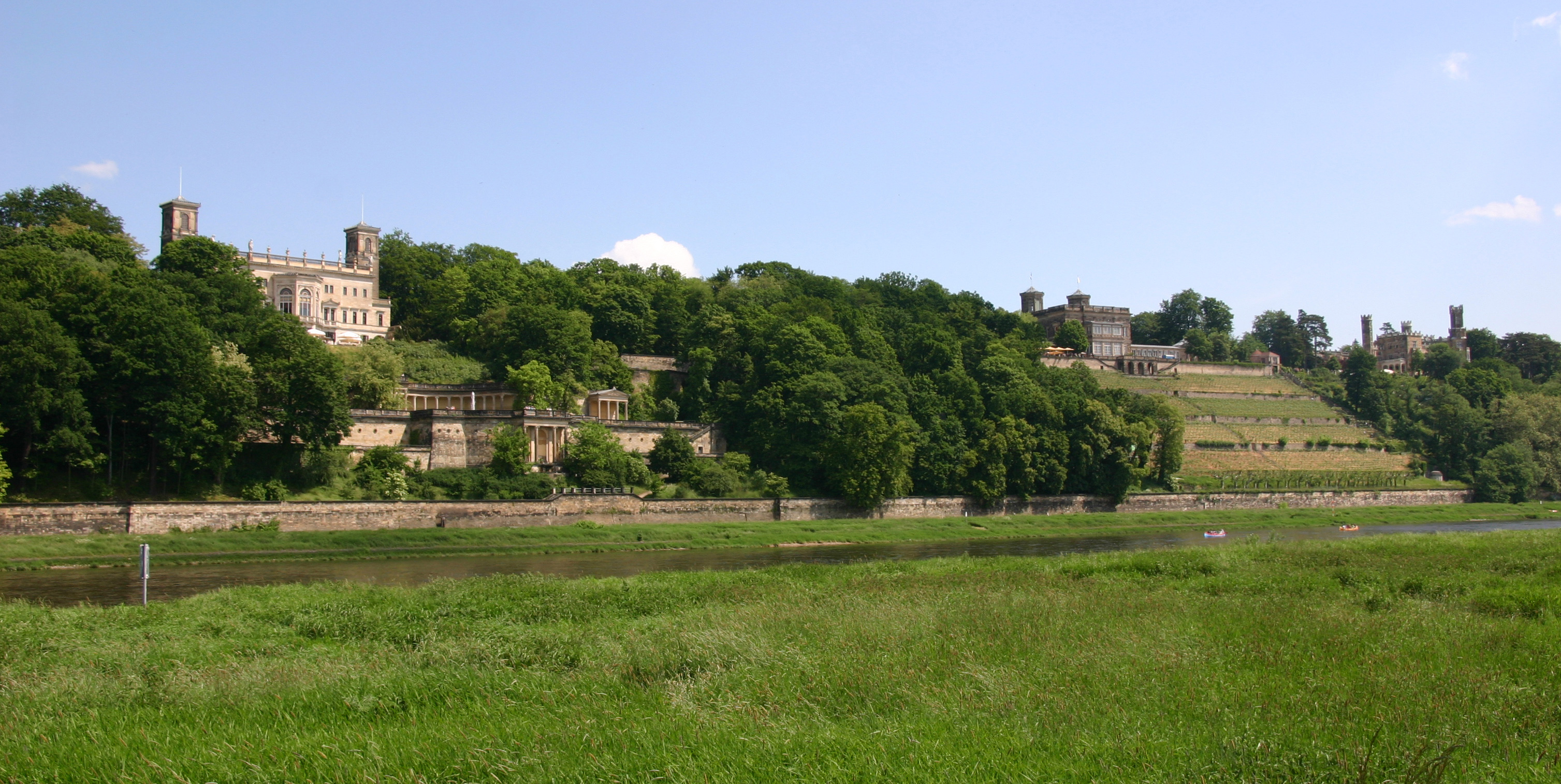
Tre castelli
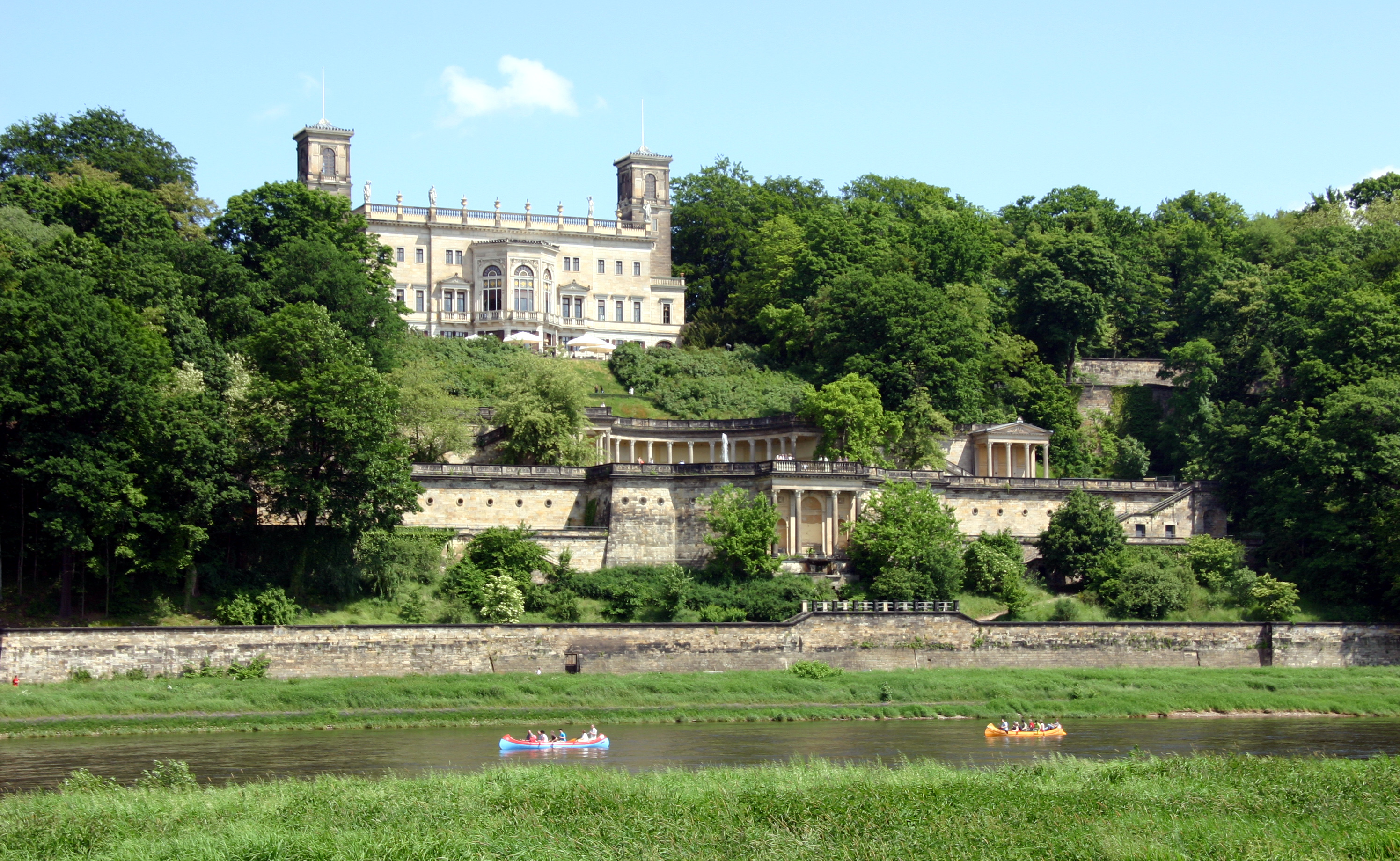
Palazzo di Albrechtsberg
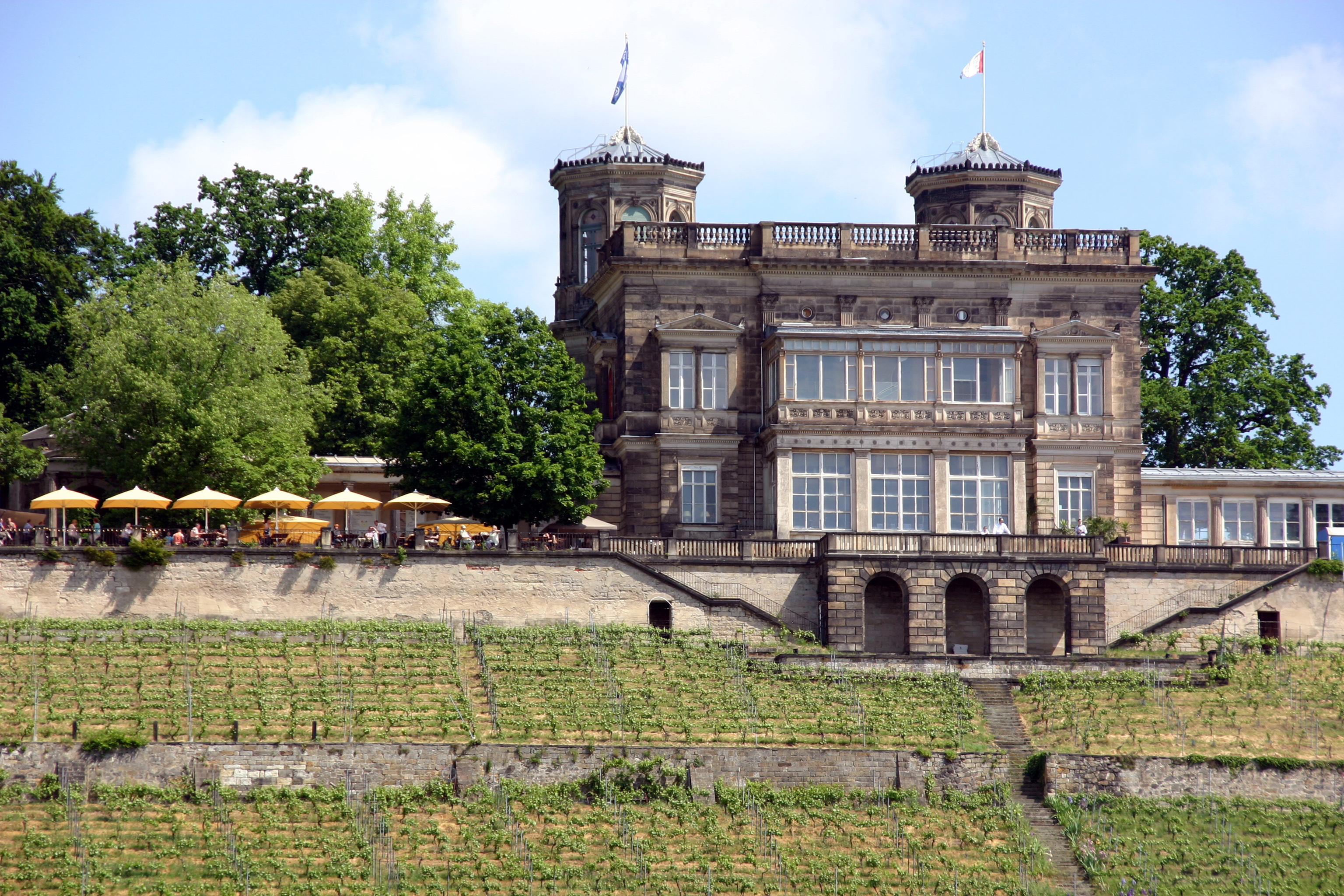
Palazzo di Lingner
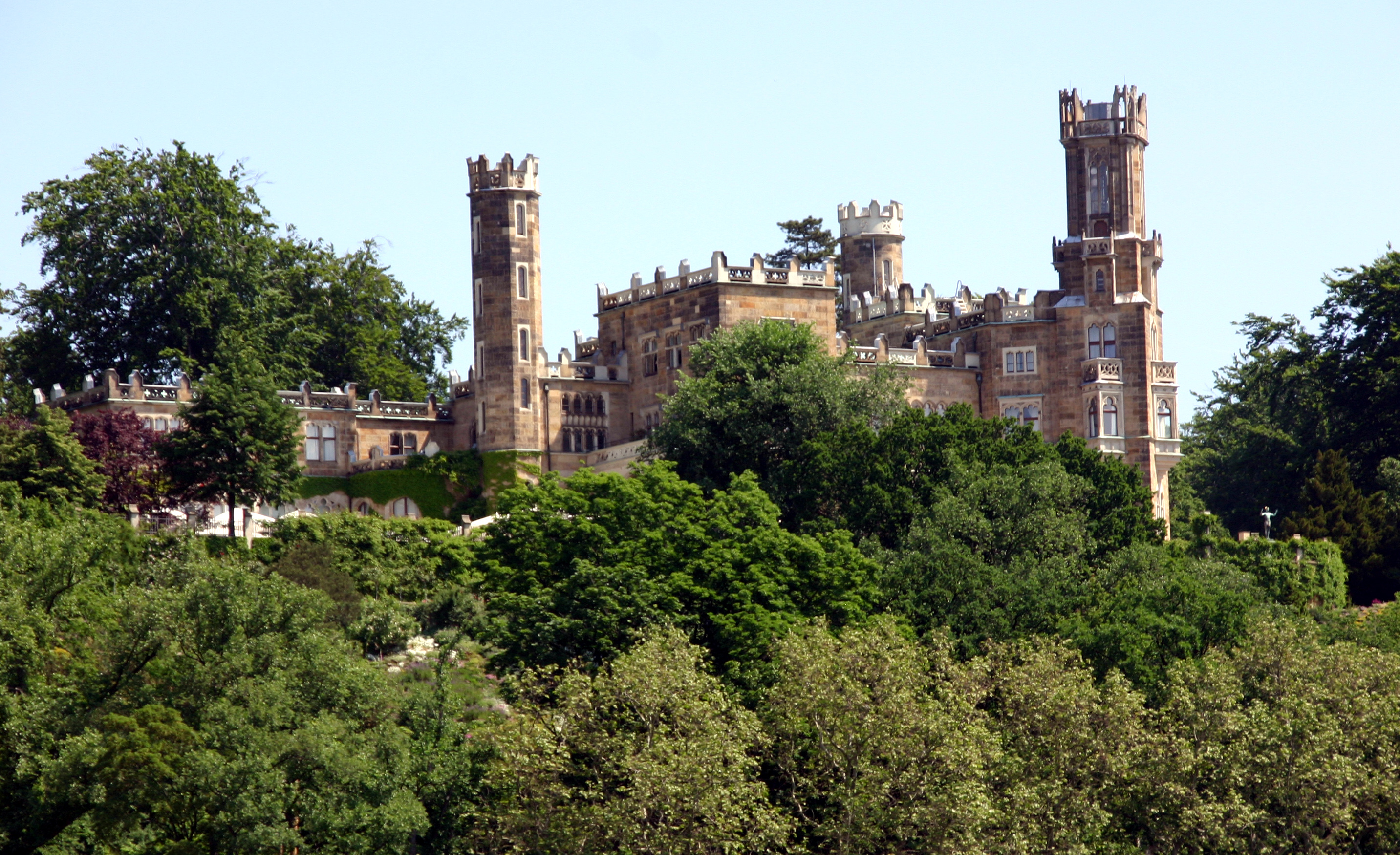
Palazzo di Eckberg
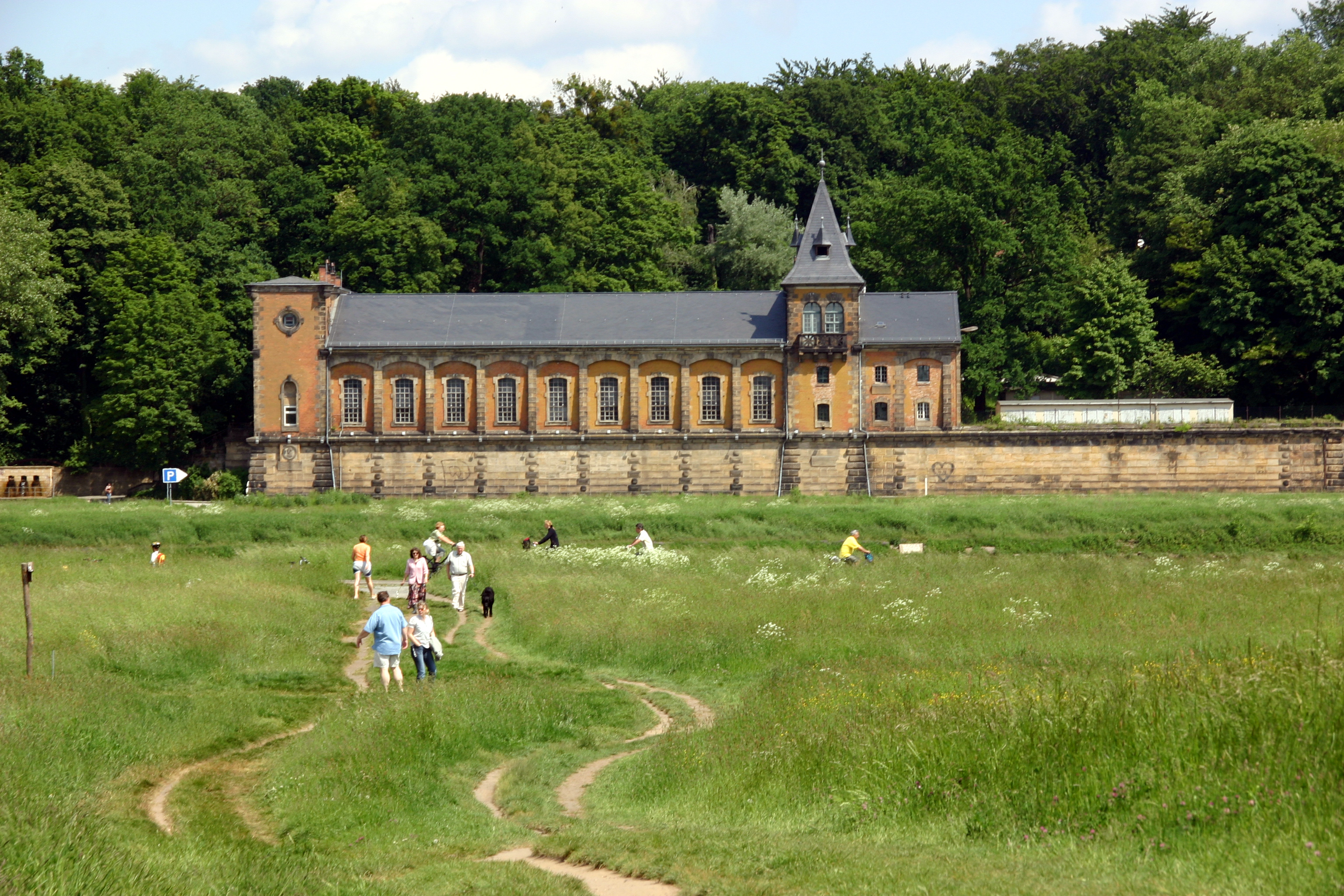
Saloppe
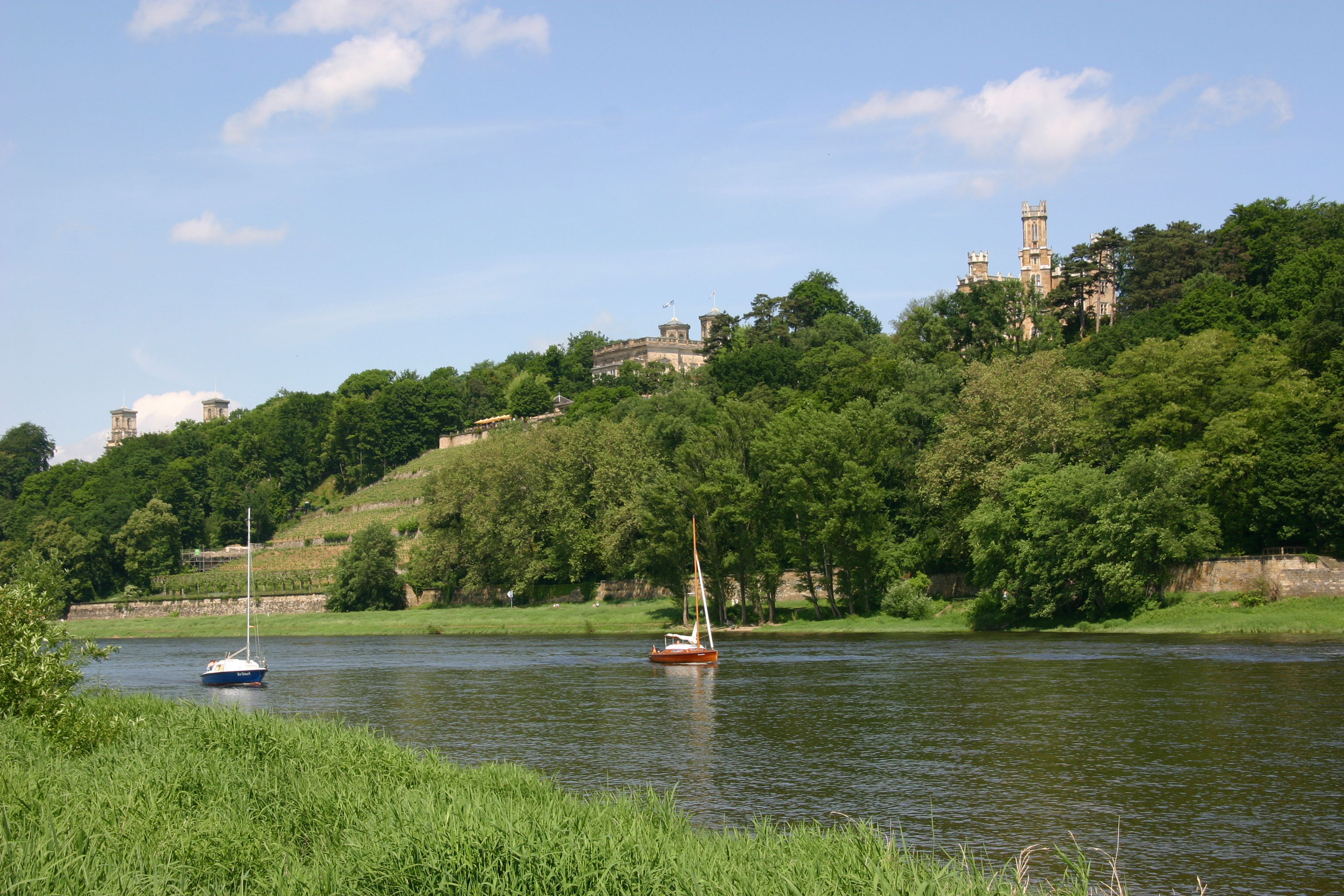
Tre castelli
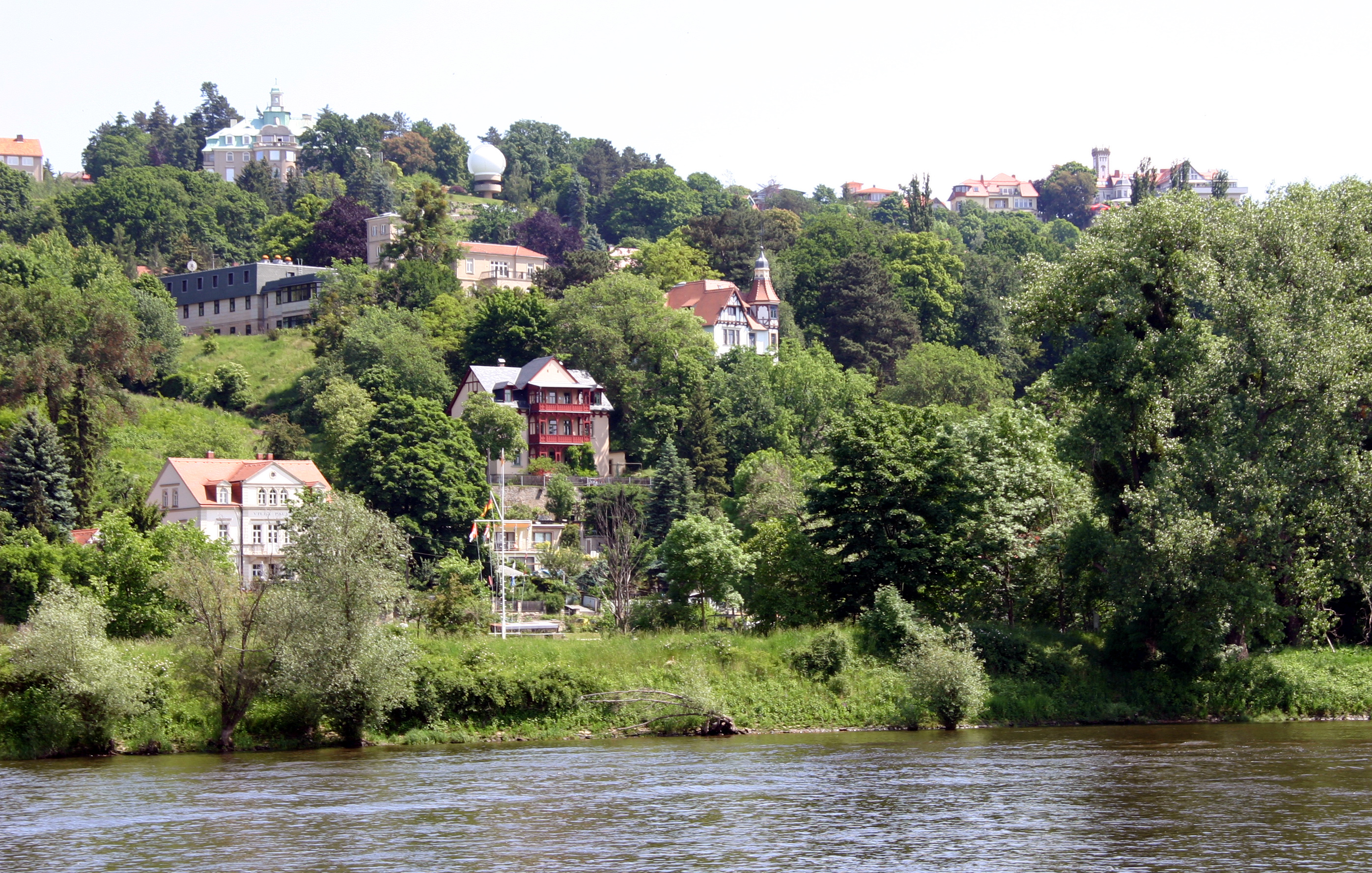
Ville sul versante dell'Elba